# Hormacrus
Hormacrus is een geslacht van kevers uit de familie van de loopkevers (Carabidae). De wetenschappelijke naam van het geslacht is voor het eerst geldig gepubliceerd in 1898 door Sloane.

## Soorten
Het geslacht Hormacrus omvat de volgende soorten:
- Hormacrus latus Sloane, 1898
- Hormacrus minor Blackburn, 1890